# 京都建築専門学校
京都建築専門学校（きょうとけんちくせんもんがっこう）は、京都府京都市上京区下立売通堀川東入ル東橋詰町にある私立専修学校。
1951年（昭和26年）に京都府建築工業協同組合（1902年設立）によって創設され、学校法人京都建築学園が運営する。現在、建築科（昼間・2年）、建築科二部（夜間・2年）の2学科と伝統建築研究科（別科）から成る。2000年（平成12年）には、既存の京町家を改修し、「よしやまち町家校舎」として整備・使用している。

## 特色
教育方針は、「建築の基礎力を身につけ、伝統や木造建築を理解し、現代に生かすことのできる建築のプロフェッショナルを育てる。」
歴史と自然をまもり、これからの都市やすまいのあるべき姿の探求のため、建築学の基礎に加え、木造建築、伝統建築分野に力を注ぐ。
また年3回、「木造の魅力」と題して学外に向けての公開講座も行っている。

## 沿革
- 1951年（昭和26年） - 「京都建築工業学校」（夜間、授業修業年限3年）として創立
- 1964年（昭和39年） - 学校法人京都建築学園による学校法人化。同時に昼間部を併設
- 1974年（昭和49年） - 校名を現在の「京都建築専門学校」と変更
- 1976年（昭和51年） - 学校教育法の改正に伴い専修学校に認可　建築科、建築科二部を設置
- 1990年（平成2年） - 伝統建築研究科（別科、夜間）を設置
- 1995年（平成7年） - 建築科、建築科二部の卒業生に専門士（工業専門課程）の称号付与（文部省告示）
- 2000年（平成12年） - 「よしやまち町家校舎」改修整備

## 設置学科
- 建築科（昼間）
- 建築科二部（夜間）
- 伝統建築研究科（別科）

## 公開講座
- 市民講座 「木造の魅力」
- 二級建築士受験対策講座
- 建築3D-CAD夏期集中講座

## 資格
主な国家資格
- 一級建築士
- 二級建築士
- 木造建築士
- 1級建築施工管理技士
- 2級建築施工管理技士
- インテリアプランナー

## 所在地
- 京都市上京区下立売通堀川東入ル東橋詰町174

## アクセス
- 京都市営地下鉄 「丸太町駅」徒歩約10分、「二条城前駅」徒歩約12分
- 京都市営バス 「堀川下立売」下車すぐ、「堀川丸太町」下車徒歩5分

## 出身者
- 野村正樹